# Dewan Filharmonik Petronas
La Dewan Filharmonik Petronas  es el primer edificio construido como sala de conciertos en Malasia para la música clásica por parte de la petrolera de Malasia, Petronas. Es la sede de la Orquesta Filarmónica de Malasia. Desde entonces, esta sala ha acogido a muchos de los principales artistas y orquestas del mundo. El complejo también presenta espectáculos de jazz internacionales, así como música tradicional de Malasia y producciones culturales de danza. 